# Micropterigidae
Micropterigidae es una familia de lepidópteros arcaicos provistos de mandíbulas; es la única familia de la superfamilia Micropterigoidea y del suborden Zeugloptera. Incluye 12 géneros y alrededor de 110 especies. Se los considera los más primitivos dentro de los grupos vivientes de Lepidoptera. Se han encontrado fósiles de 125 millones de años en ámbar.
Se diferencian de todos los otros miembros de Lepidoptera porque carecen de espiritrompa y en cambio poseen mandíbulas bien desarrolladas y funcionales. Esta única superfamilia compone el suborden Zeugloptera. La clasificación hoy más aceptada divide el orden Lepidoptera en cuatro subórdenes (Zeugloptera, Aglossata, Heterobathmiina y Glossata).
Son pequeñas, con alas estrechas lanceoladas de 5 a 12 mm de envergadura. Tienen dos ocelos u ojos simples además de los ojos compuestos. Los adultos se alimentan de polen que trituran con sus mandíbulas.
Los huevos son esféricos y depositados en grupos. Las larvas se alimentan de musgos y de hepáticas; hacen capullos antes de convertirse en pupas y los adultos emergen en la primavera.

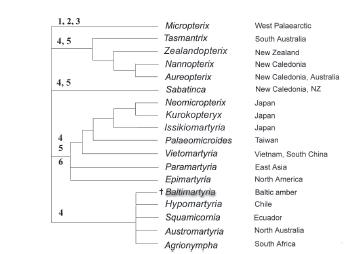
Posibles relaciones filogenéticas dentro de Micropterigidae según Gibbs (2010)

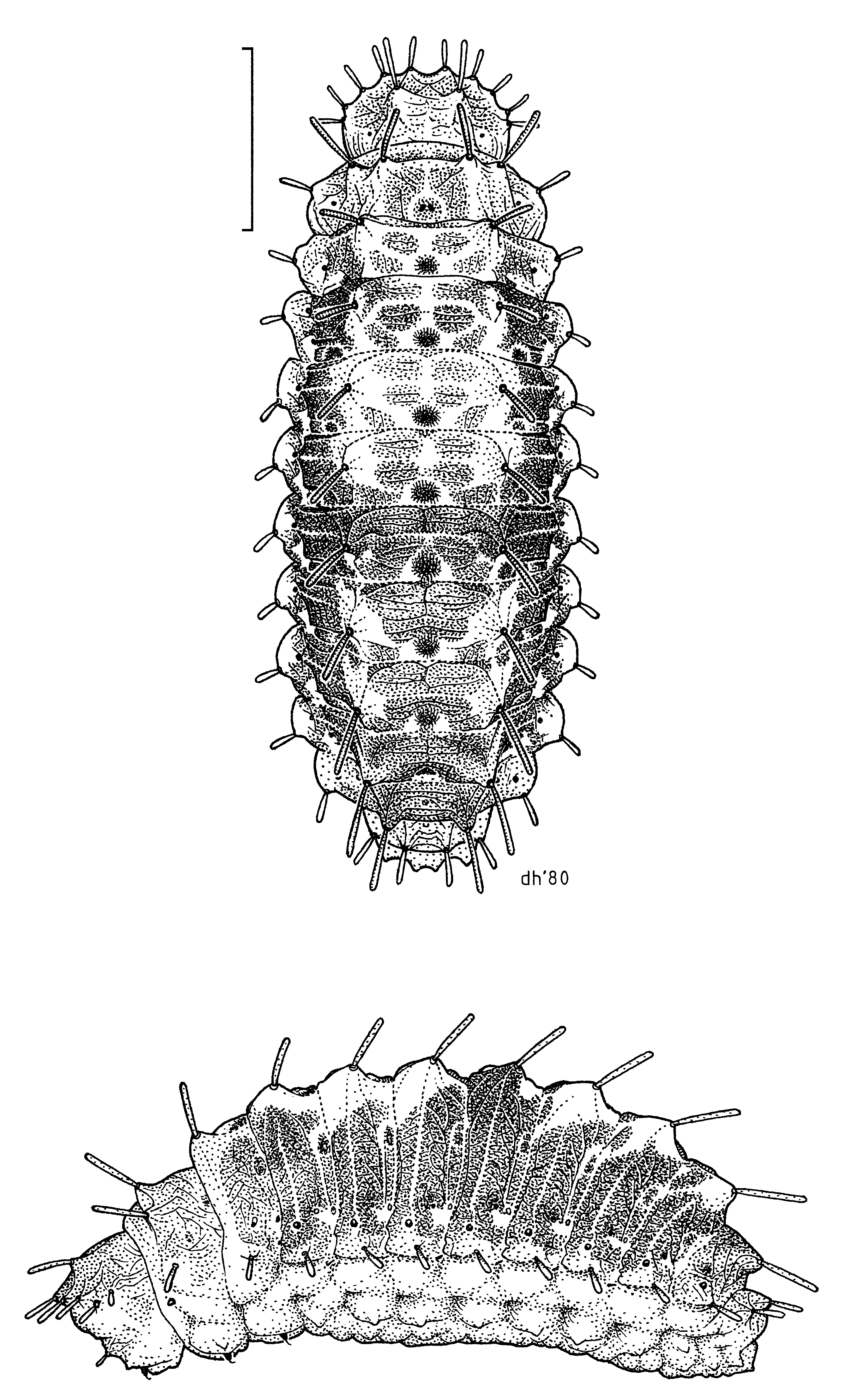
Oruga de Micropardalis dorozena